# ジョン・カフ (第2代デザート男爵)
第2代デザート男爵ジョン・カフ（英語: John Cuffe, 2nd Baron Desart、1730年11月16日 – 1767年11月25日）は、アイルランド王国の貴族。

## 生涯
初代デザート男爵ジョン・カフと2人目の妻ドロシア・ゴージェス（Dorothea Gorges、リチャード・ゴージェスの娘）の息子として、1730年11月16日に生まれた。ダブリン大学トリニティ・カレッジで教育を受けた。
1749年6月26日に父が死去すると、デザート男爵位を継承、1751年11月25日にアイルランド貴族院議員に就任した。
1752年9月2日、ソフィア・バッダム（Sophia Badham、1768年8月2日没、ベットリッジ・バッダムの娘）と結婚した。
1767年11月25日にデザート（Desart）で死去、弟オトウェイが爵位を継承した。